# Вельтищев, Юрий Евгеньевич
Юрий Евгеньевич Вельтищев (28 ноября 1930, с. Малынь, Московская область — 2 января 2010, Москва) — доктор медицинских наук, профессор, академик РАМН, директор Московского научно-исследовательского института педиатрии и детской хирургии (1969—1997).

## Биография
В 1954 году закончил 2-й Московский медицинский институт.
Трудовую деятельность начал в 1954 г. участковым педиатром, в 1957—1964 гг. — на кафедре педиатрии Центрального Института усовершенствования врачей, с 1964 г. — на кафедре госпитальной педиатрии 2-го Московского медицинского института.
В 1967 г. защитил докторскую диссертацию «Физиология и патология водно-солевого обмена в детском возрасте». В 1968—2010 годах — профессор кафедры госпитальной хирургии 2-го Московского медицинского института. Академик АМН СССР (с 1988).
В 1969—1997 гг. — директор Московского научно-исследовательского института педиатрии и детской хирургии Министерства здравоохранения РСФСР. По его инициативе в 1972 г. в НИИ педиатрии и детской хирургии был создан Отдел математического моделирования и прогнозирования болезней, вскоре преобразованный в научно-вычислительный центр. Сейчас его база данных включает в себя диагностические признаки более 1500 наследственных болезней и синдромов.
Являлся заместителем председателя Всесоюзного общества медицинских генетиков, членом правлений Всесоюзного и Всероссийского об-в детских врачей, членом Международного и Европейского обществ педиатров-нефрологов, главным редактором журнала «Российский вестник перинатологии и педиатрии».
Похоронен в Москве на Митинском кладбище.

## Память
- Научно-исследовательский клинический институт педиатрии имени академика Ю. Е. Вельтищева ФГБОУ ВО РНИМУ им. Н. И. Пирогова[3].

## Научные труды
Ученым опубликованы свыше 240 научных работ. Его исследования главным образом посвящены проблемам наследственной патологии обмена и клинической биохимии детского возраста. Обосновал методику регидратационной терапии детей с глубокими нарушениями водно-солевого обмена; разработал практические рекомендации по диагностике, лечению и медико-генетическому консультированию
наследственных болезней у детей; описал структуру и функции биологических мембран при наследственной и приобретённой патологии детского возраста.
- Водно-солевой обмен ребёнка. — М., 1967
- Болезни почек у детей. — М., 1973 (в соавт.)
- Наследственные болезни обмена веществ у детей. — Л., 1978 (в соавт.)
- Врожденные и наследственные заболевания легких у детей. — М., 1986 (в соавт.)
- Иммунология и иммунопатология детского возраста: Руководство для врачей. — М., 1996 (в соавт.)
- Состояние здоровья детей и общая стратегия профилактики болезней. — М., 1994.

## Награды и звания
Награждён орденами «За заслуги перед Отечеством» IV и III степеней и «Знак Почёта», а также медалями.
Заслуженный деятель науки РСФСР (1981).